# Іллінецька міська рада
Ілліне́цька міська́ ра́да — орган місцевого самоврядування у Іллінецькому районі Вінницької області. Адміністративний центр ради — місто Іллінці.

## Загальні відомості
- Іллінецька міська рада утворена 1 грудня 1986 року.
- Територія ради: 10,87 км²
- Населення ради: 11 374 осіб (станом на 2013 рік)
- Територією ради протікає річка Сіб.

## Населені пункти
Міській раді підпорядковані населені пункти:
- м. Іллінці
- с. Борисівка
- с. Неменка

## Склад ради
Рада складається з 26 депутатів та голови.
- Голова ради: Ящук Володимир Миколайович
- Секретар ради: Чигрин Наталя Анатоліївна

### Керівний склад попередніх скликань
| ПІБ                          | Основні відомості                                                                     | Дата обрання | Дата звільнення |
| ---------------------------- | ------------------------------------------------------------------------------------- | ------------ | --------------- |
| Яременко Сергій Арсентійович | Міський голова, 1955 р.н., освіта вища, член Всеукраїнського об'єднання «Батьківщина» | 26.03.2006   | 31.10.2010      |
| Яременко Сергій Арсентійович | Міський голова, 1955 р.н., освіта вища, член Всеукраїнського об'єднання «Батьківщина» | 31.10.2010   |                 |

Примітка: таблиця складена за даними джерела

### Депутати
За результатами місцевих виборів 2010 року депутатами ради стали:

#### За суб'єктами висування
| Суб'єкт висування                                       | Кількість обраних депутатів | %    |
| ------------------------------------------------------- | --------------------------- | ---- |
| Політична партія Всеукраїнське об'єднання «Батьківщина» | 18                          | 60   |
| Партія регіонів                                         | 8                           | 26,7 |
| Політична партія «Фронт Змін»                           | 2                           | 6,7  |
| Єдиний Центр                                            | 1                           | 3,3  |
| Народна партія                                          | 1                           | 3,3  |

#### За округами
| № округу                                                | Прізвище, ім'я, по батькові      | Дата визнання обраним | Освіта                    | Партійна приналежність                        | Відомості про обраного депутата                                                 |
| ------------------------------------------------------- | -------------------------------- | --------------------- | ------------------------- | --------------------------------------------- | ------------------------------------------------------------------------------- |
| Єдиний Центр                                            |                                  |                       |                           |                                               |                                                                                 |
| 4                                                       | Левченко Людмила Григорівна      | 03.11.2010            | Освіта вища               | член Єдиного Центру                           | Районний Будинок культури, методист з фольк лору                                |
| Народна Партія                                          |                                  |                       |                           |                                               |                                                                                 |
| 3                                                       | Кришталь Микола Іванович         | 03.11.2010            | Освіта вища               | член Народної партії                          | Іллінці РСС, адміністратор ринку                                                |
| Партія регіонів                                         |                                  |                       |                           |                                               |                                                                                 |
| б/м                                                     | Кобець Михайло Петрович          | 03.11.2010            | Освіта вища               | член Партії регіонів                          | Іллінецьке районне територіальне медичне об'єднання, заступник головного лікаря |
| б/м                                                     | Левченко Володимир Станіславович | 03.11.2010            | Освіта вища               | член Партії регіонів                          | управління газового господарства, начальник                                     |
| б/м                                                     | Ганшин Микола Вікторович         | 03.11.2010            | Освіта середня спеціальна | член Партії регіонів                          | приватний підприємець                                                           |
| б/м                                                     | Томащук Юрій Михайлович          | 03.11.2010            | Освіта середня спеціальна | член Партії регіонів                          | публічне акціонерне товариство «Іллінецьке ПБМП-5», головний інженер            |
| б/м                                                     | Матящук Галина Анатоліївна       | 03.11.2010            | Освіта вища               | позапартійна                                  | дошкільний заклад № 1 «Сонечко», завідувачка                                    |
| б/м                                                     | Кордон Оксана Павлівна           | 03.11.2010            | Освіта вища               | член Партії регіонів                          | Іллінецька ЦРЛ, лікар УЗД                                                       |
| 1                                                       | Притула Любов Онисимівна         | 03.11.2010            | Освіта середня спеціальна | член Партії регіонів                          | фельдшерсько-акушерський пункт с. Борисівка, фельдшер                           |
| 6                                                       | Романова Лідія Григорівна        | 03.11.2010            | Освіта вища               | член Партії регіонів                          | Іллінці РТМО, лікар- терапевт                                                   |
| Політична партія Всеукраїнське об'єднання «Батьківщина» |                                  |                       |                           |                                               |                                                                                 |
| б/м                                                     | Ящук Володимир Олександрович     | 03.11.2010            | Освіта вища               | позапартійний                                 | приватний підприємець                                                           |
| б/м                                                     | Швець Віталій Анатолійович       | 03.11.2010            | Освіта вища               | член Всеукраїнського об'єднання «Батьківщина» | Вінницький національний аграрний університет, студент                           |
| б/м                                                     | Загороднюк Сергій Анатолійович   | 03.11.2010            | Освіта вища               | член Всеукраїнського об'єднання «Батьківщина» | приватний підприємець                                                           |
| б/м                                                     | Шапочук Олександр Іванович       | 03.11.2010            | Освіта вища               | позапартійний                                 | приватний підприємець                                                           |
| б/м                                                     | Шмигун Дмитро Анатолійович       | 03.11.2010            | Освіта вища               | член Всеукраїнського об'єднання «Батьківщина» | ТОВ «Іллінцібудматеріали», директор                                             |
| б/м                                                     | Яценко Іван Юрійович             | 03.11.2010            | Освіта середня            | член Всеукраїнського об'єднання «Батьківщина» | Іллінецьке районне територіальне медичне об'єднання, фельдшер                   |
| б/м                                                     | Зубачевський Павло Миколайович   | 03.11.2010            | Освіта вища               | член Всеукраїнського об'єднання «Батьківщина» | охоронне підприємство «Професіонал», охоронець                                  |
| 2                                                       | Телевань Анатолій Петрович       | 03.11.2010            | Освіта вища               | позапартійний                                 | Приватна медична прак тика, зубний лікар                                        |
| 5                                                       | Шапшай Людмила Олексіївна        | 03.11.2010            | Освіта вища               | член Всеукраїнського об'єднання «Батьківщина» | приватний підприємець                                                           |
| 7                                                       | Демчук В'ячеслав Миколайович     | 03.11.2010            | Освіта вища               | позапартійний                                 | Іллінецький державний аграрний коледж, викладач                                 |
| 8                                                       | Сидоренко Ігор Павлович          | 03.11.2010            | Освіта вища               | член Всеукраїнського об'єднання «Батьківщина» | Іллінці РТМО, лікар рентгенолог                                                 |
| 9                                                       | Поїзд Валентина Савівна          | 03.11.2010            | Освіта вища               | член Всеукраїнського об'єднання «Батьківщина» | Іллінецький державний аграрний коледж, викладач                                 |
| 10                                                      | Руденко Олена Анатоліївна        | 03.11.2010            | Освіта вища               | позапартійна                                  | тимчасово не працює                                                             |
| 11                                                      | Білик Людмила Демидівна          | 03.11.2010            | Освіта вища               | член Всеукраїнського об'єднання «Батьківщина» | пенсіонер                                                                       |
| 12                                                      | Пастух Юрій Анатолійович         | 03.11.2010            | Освіта вища               | член Всеукраїнського об'єднання «Батьківщина» | приватний підприємець                                                           |
| 13                                                      | Уманська Ніна Анатоліївна        | 03.11.2010            | Освіта вища               | член Всеукраїнського об'єднання «Батьківщина» | Іллінецький дитя чий дошкільний заклад «Пролісок», методист                     |
| 14                                                      | Чигрин Наталія Анатоліївна       | 03.11.2010            | Освіта вища               | член Всеукраїнського об'єднання «Батьківщина» | Іллінецька міська рада, завідувач загаль ним відді лом                          |
| 15                                                      | Болебрух Василь Миколайович      | 03.11.2010            | Освіта вища               | член Всеукраїнського об'єднання «Батьківщина» | приватний підприємець                                                           |
| Політична партія «Фронт Змін»                           |                                  |                       |                           |                                               |                                                                                 |
| б/м                                                     | Заболотний Валерій Васильович    | 03.11.2010            | Освіта вища               | позапартійний                                 | пенсіонер                                                                       |
| б/м                                                     | Письменна Олександра Вікторівна  | 03.11.2010            | Освіта вища               | позапартійна                                  | відділ освіти Іллінецької РДА, заступник                                        |

## Реформування
1 червня 2016 року в результаті добровільного об'єднання до складу Іллінецької міської ради увійшли населені пункти  Василівської, Жаданівської, Жорницької, Красненьківської, Павлівської, Хрінівської, Якубівської сільських рад Іллінецького району.

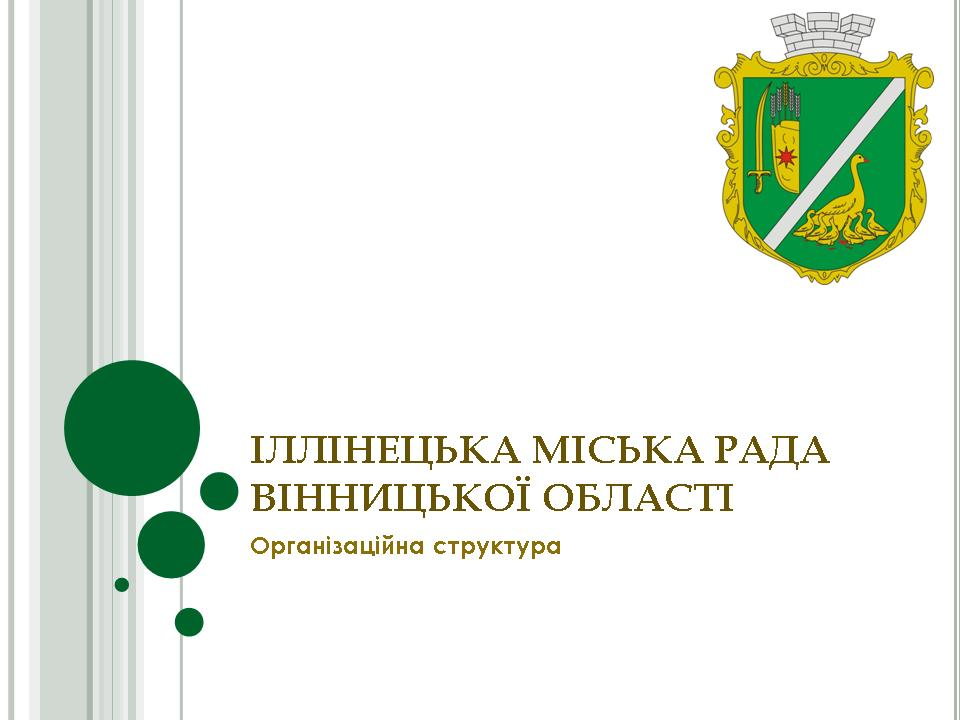
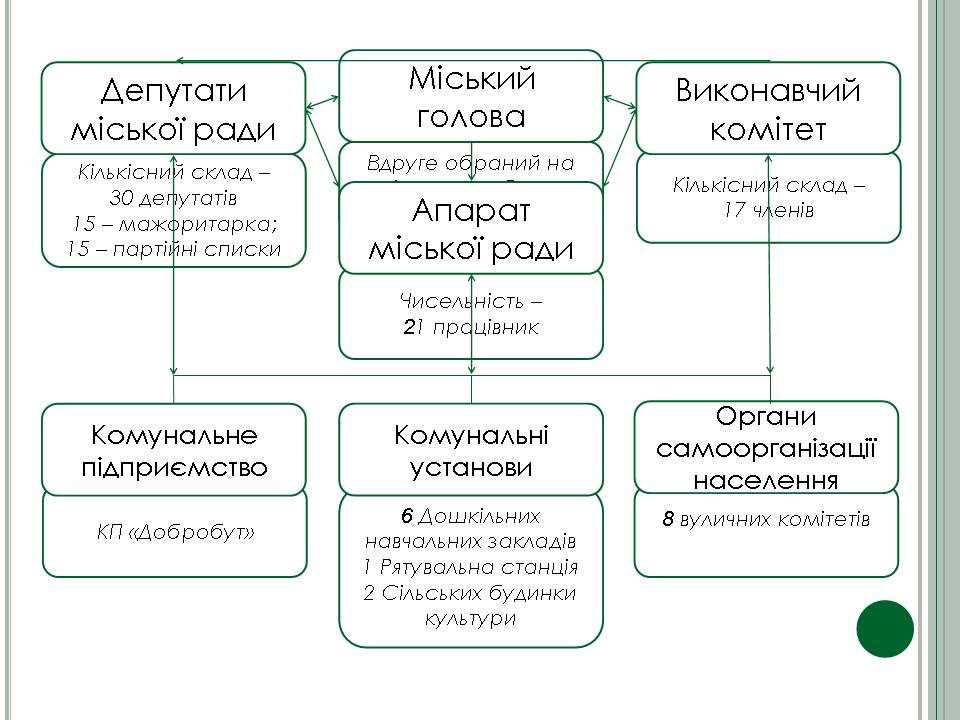
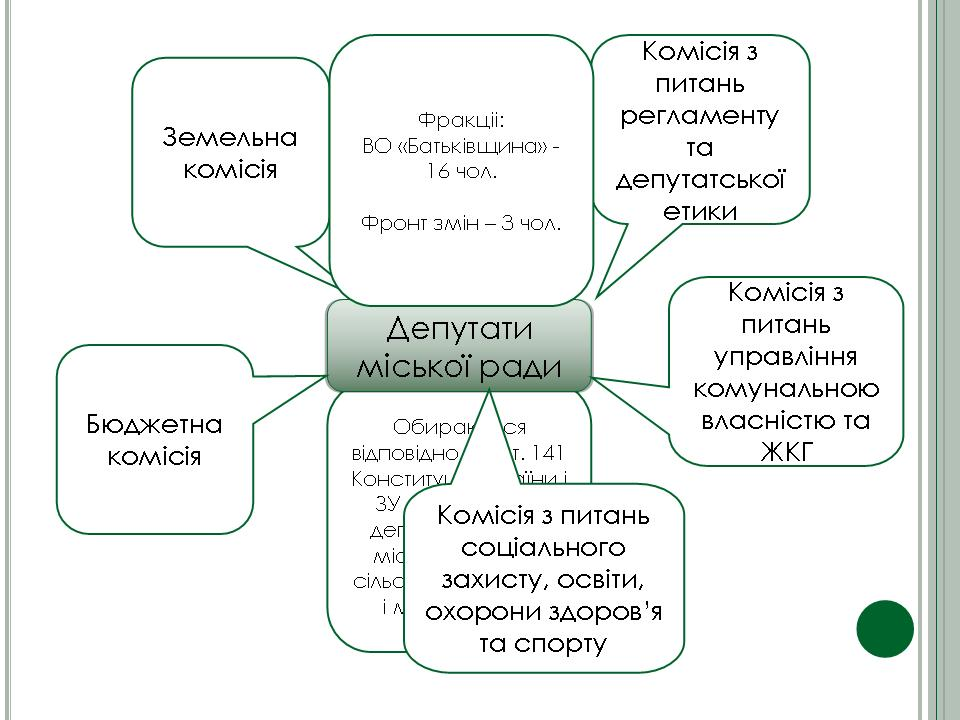
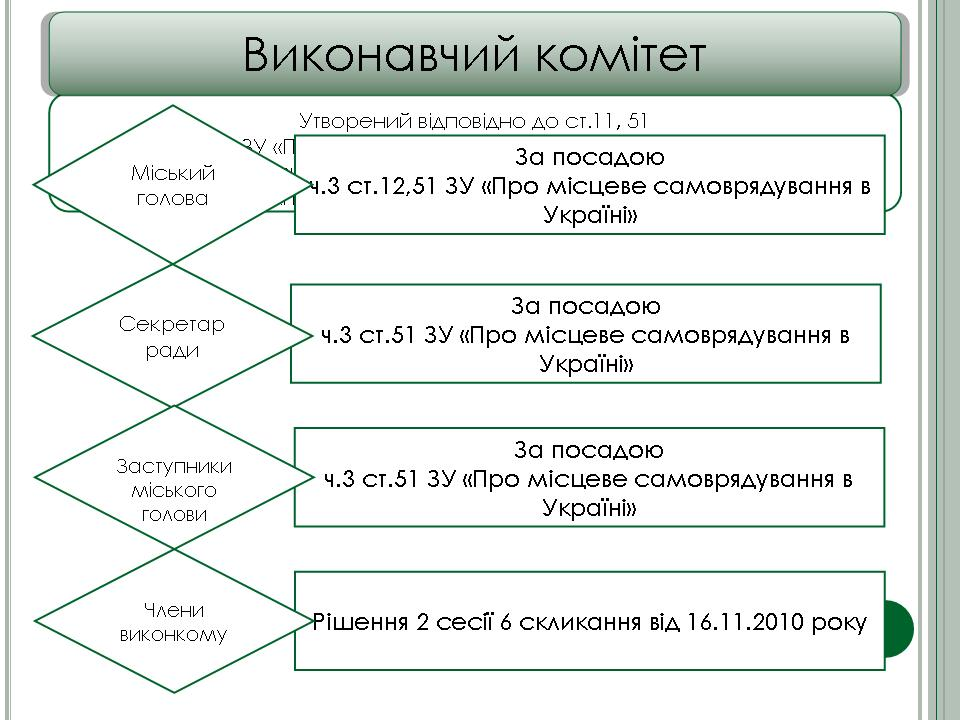
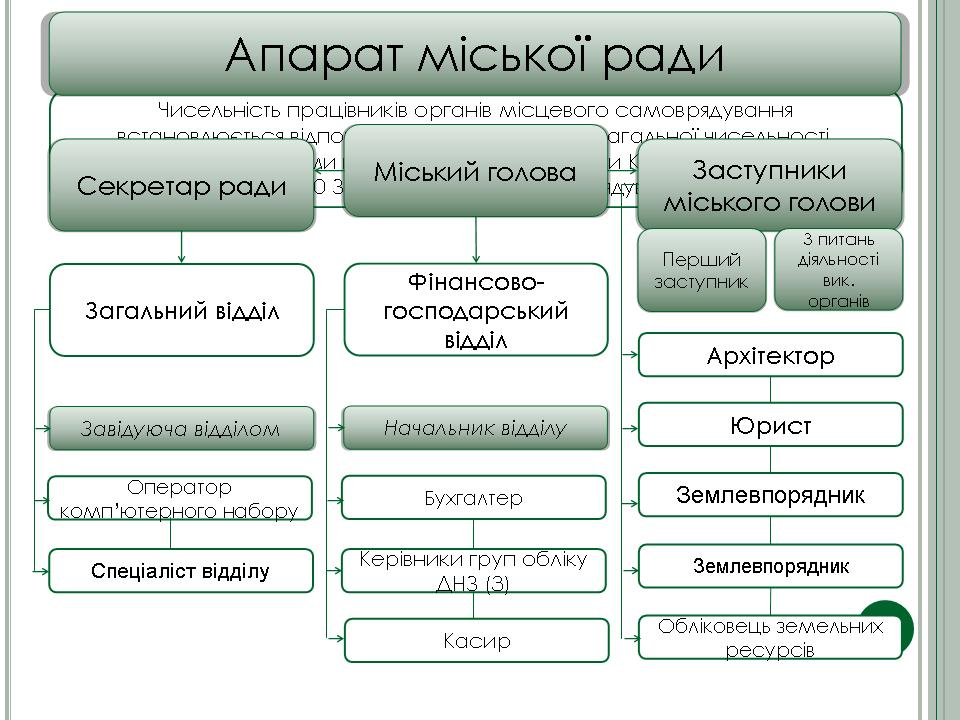